# CTD
CTD - Common Technical Document - format dokumentacji stosowany podczas rejestracji produktów leczniczych. CTD jest formatem opracowanym w ramach prac harmonizacycjnych dotyczących dokumentacji rejestracyjnej w trzech najbardziej rozwiniętych regionach świata - Europie, USA, Japonii. CTD składa się z 5 modułów.
- 1. moduł zawiera informacje regionalne,
- 2. moduł zawiera przeglądy i podsumowania,
- 3. moduł dotyczy jakości,
- 4. moduł dotyczy badań nieklinicznych,
- 5. moduł dotyczy badań klinicznych.

Przeczytaj ostrzeżenie dotyczące informacji medycznych i pokrewnych zamieszczonych w Wikipedii.